# جهانگیر اسفندیاری
سرتیپ جهانگیر اسفندیاری (۱۳۰۰–۱۳۵۸) نظامی، سرتیپ نیروی زمینی ارتش و فرماندار نظامی آبادان در زمان انقلاب ۱۳۵۷ بود که پس از پیروزی انقلاب اعدام شد.

## تحصیلات
اسفندیاری فارغ‌التحصیل دانشگاه جنگ (دکترای پدافند) بود.

## بازداشت
وی تا پیش از پیروزی انقلاب به عنوان فرمانداری نظامی آبادان و فرمانده تیپ لشکر ٩٢‌ زرهی خوزستان فعالیت می‌کردو در 23 بهمن 1357 در دفتر کارش در اهواز بازداشت شد. ابتدا در آبادان، تهران، خرمشهر، و دوباره به آبادان نگهداری شد.

## دادگاه و اتهامات
طبق گزارش روزنامه کیهان، دادگاه انقلاب اسلامی آبادان ساعت ۸ شب ۲۴ فروردین ۱۳۵۸ برای رسیدگی به اتهامات به سرتیپ اسفندیاری و دو نفر دیگر تشکیل شد و وی در دادگاه به اتهام کشتار مردم آبادان و بی توجهی به اعلام همبستگی ارتش با مردم محاکمه شد. دادگاه انقلاب آبادان وی را مفسد فی الارض شناخته و به مرگ محکوم کرد. وی در ۲۵ فروردین ۱۳۵۸ اعدام شد.